# U-Bahnhof Saúde

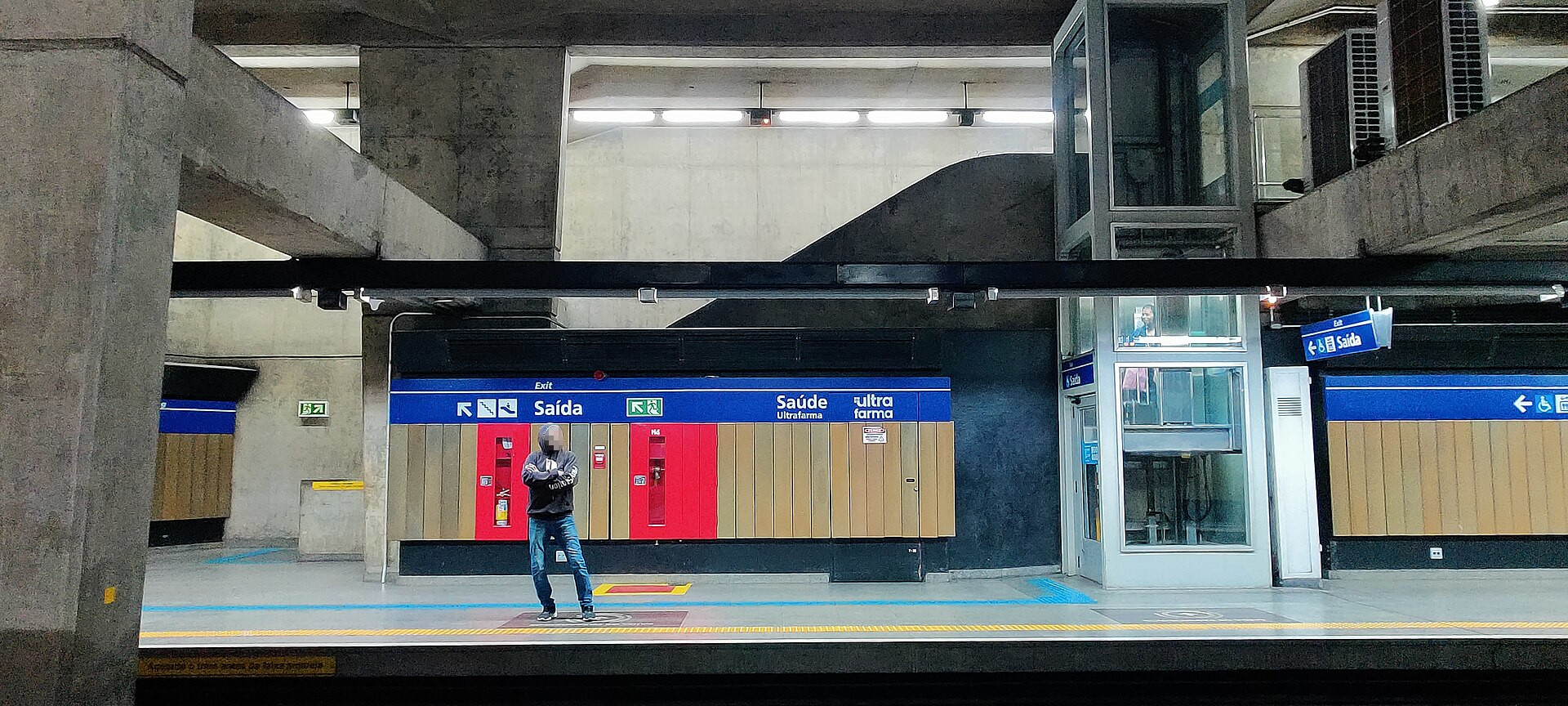
Blick auf den U-Bahnhof Saúde

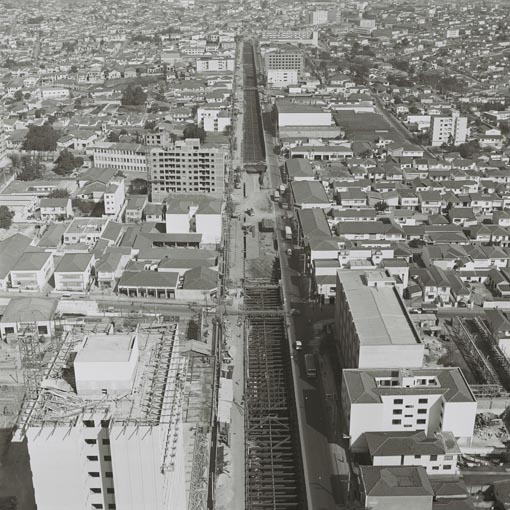
Blick auf die Avenida Jabaquara und den Bau des U-Bahnhofes Saúde (1970)

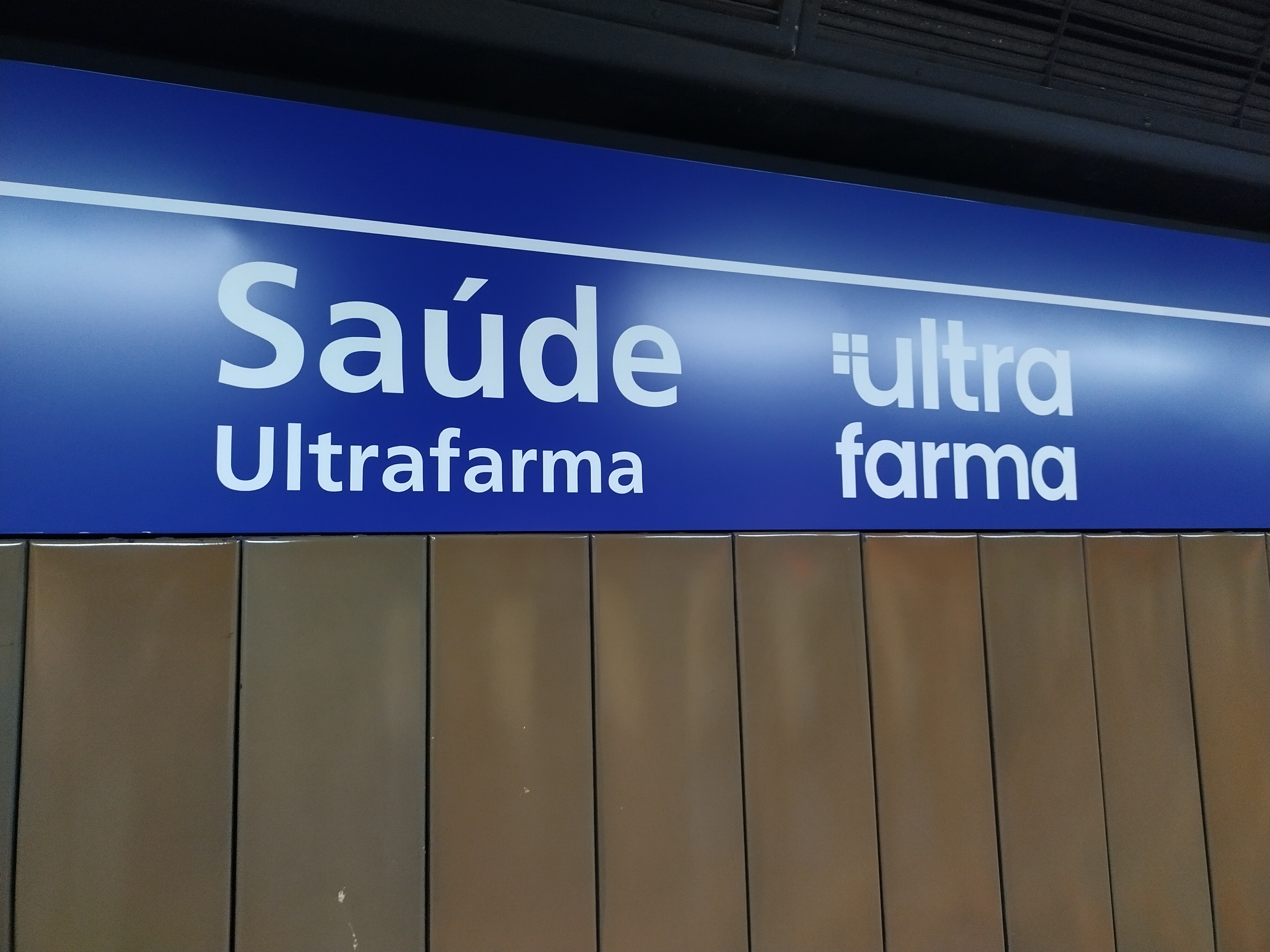
Seit 2022 trägt der U-Bahnhof den Beinamen der Discount-Drogerie-Kette Ultrafarma, welche die Namensrechte für zehn Jahre erworben hatte.

Saúde-Ultrafarma – bis 2022 nur Saúde – ist ein U-Bahnhof der Linha 1-Azul der Metrô São Paulo, des U-Bahn-Netzes der brasilianischen Metropole São Paulo. Der unterirdische Bahnhof befindet sich unterhalb der Avenida Jabaquara im gleichnamigen Stadtteil und Distrikt Saúde. Er wurde am 14. September 1974 als Teil der ersten Strecke der Metrô São Paulo eröffnet. Die Nachbarbahnhöfe sind São Judas (in Richtung Süden) und Praça da Árvore (in Richtung Norden).

## Geschichte

### Bau
Der U-Bahnhof Saúde wurde gemeinsam mit den sechs anderen Bahnhöfen der damaligen Linha Norte-Sul zwischen Jabaquara und Vila Mariana am 14. September 1974 eröffnet. Seinen Namen erhielt der Bahnhof nach der gleichnamigen Stadtteil und Distrikt Saúde, der wiederum seinen Namen von der vor Ort befindlichen katholischen Kirche zu Ehren Unserer Lieben Frau der Gesundheit bzw. Maria, Heil der Kranken (Igreja de Nossa Senhora da Saúde) erhielt.

### Architektur
Die Architekten Marcello Fragelli und Luiz Gonzaga Oliveira Camargo waren für die Planung des U-Bahnhofes verantwortlich, architektonisch dominiert der für die Zeit übliche Sichtbeton den Bahnhof. Der U-Bahnhof erhielt zwei Seitenbahnsteige, darüberliegend ein Zwischengeschoss, wo sich die Zugangssperren und Fahrkartenschalter befinden. Von diesem Zwischengeschoss aus führen zwei Zugänge zur Oberfläche, einer auf westlicher und einer östlicher Seite direkt zur Avenida Jabaquara. Insgesamt beträgt die Gesamtfläche des U-Bahnhofes 7.360 Quadratmeter. Im Bahnhof gibt es – im Gegensatz zu vielen anderen Bahnhöfen der Linha 1-Azul – keine ausgestellte Kunst.
Im Jahr 2023 nutzten durchschnittlich 26.000 Fahrgäste pro Werktag den Bahnhof, womit der Bahnhof zu den weniger genutzten der Linie gehört.

### Umbenennung des Bahnhofes
Um die Einnahmen der staatlichen Betreibergesellschaft der Metrô von São Paulo zu steigern, begann diese ab 2021 die Namensrechte für U-Bahnhöfe über das Werbungsunternehmen DSM – Digital Sports Multimedia zu vermarkten. Zunächst wurden dafür drei U-Bahnhöfe ausgewählt, darunter auch der U-Bahnhof Saúde. 
Anfang 2022 wurde bekannt, dass die Discount-Drogerie-Kette Ultrafarma die Namensrechte des U-Bahnhofes für zehn Jahre erworben hatte. Das Unternehmen gab bekannt den Bahnhof nicht nur wegen des naheliegenden Bahnhofsnamens (Saúde, also wortwörtlich „Gesundheit“) ausgewählt zu haben, sondern weil auch im Jahr 2000 die erste Filiale des Unternehmens in unmittelbarer Umgebung eröffnet worden war. Seit dem 15. März 2022 trägt der U-Bahnhof offiziell den Namen „Saúde-Ultrafarma“ und wird dementsprechend in allen Veröffentlichungsformen der Metrô (Liniennetz, Ansagen etc.) ausgewiesen.

### Ausbauplanungen
In den Plänen für den endgültigen Trassenverlaufs der neuen U-Bahnlinie Linha 20-Rosa (Santa Marina–Santo André) ist ein Kreuzung mit der Linha 1-Azul am Bahnhof Sáude vorgesehen. Ein Baubeginn bzw. Fertigstellungsdatum der U-Bahnlinie ist bisher nicht abzusehen.

## Einzelnachweise

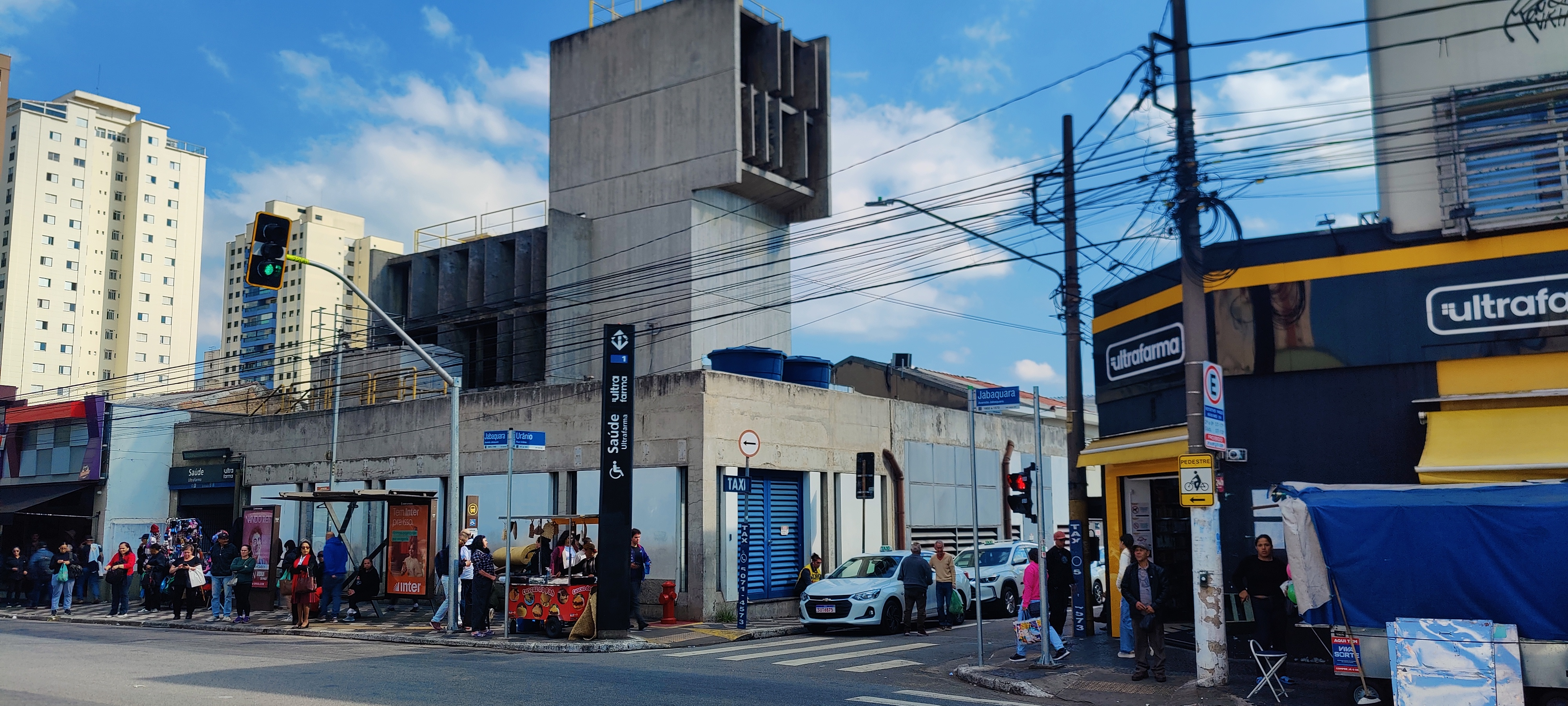
Direkt neben einem der beiden Ausgänge befindet sich eine Filiale der namensgebenden Drogerie-Kette

## Verlauf
| Linie | Verlauf |
| ----- | --- |
|       | Tucuruvi – Parada Inglesa – Jardim São Paulo–Ayrton Senna – Santana – Carandiru – Portuguesa–Tietê – Armênia – Tiradentes – Luz – São Bento – Sé – Japão–Liberdade – São Joaquim – Vergueiro – Paraíso – Ana Rosa – Vila Mariana – Santa Cruz – Praça da Árvore – Saúde – São Judas – Conceição – Jabaquara |